# Bozoma Saint John
Bozoma Saint John (21 de gener de 1977) és una empresària nord-americana i executiva de màrqueting. Actualment és la directora de màrqueting (CMO) de Netflix. Anteriorment, va exercir, en aquest mateix càrrec, a Endeavour i directora de marca (CBO) a Uber fins al juny del 2018. Saint John també va ser executiva de màrqueting a Apple Music fins al juny del 2017, després d'incorporar-se a la companyia en la seva adquisició de Beats Music.

## Biografia
Saint John va néixer als Estats Units, però es va traslladar a Ghana als 6 mesos. La família va tornar als Estats Units i es va establir a Colorado Springs, Colorado quan tenia 12 anys. El seu pare era clarinetista i membre de l'Exèrcit de Ghana, abans d'emigrar als Estats Units per assistir a l'escola de postgrau. Saint John cita el seu pare com la seva principal inspiració. El 1999 ella es va graduar a la Universitat Wesleyan amb una llicenciatura en anglès. El seu pare s'havia doctorat en etnomusicologia el 1977, també a Wesleyan.

## Carrera
Després de la universitat, Saint John va treballar a les agències de publicitat Arnold Worldwide i Spike Lee's Spike DDB, així com a la marca de moda Ashley Stewart, on ja va arribar a ser vicepresidenta de màrqueting.
Com a cap de màrqueting de música i entreteniment de PepsiCo, Saint John va liderar l'aposta d'aquesta multinacional en el màrqueting basat en festivals de música. Va romandre amb la companyia gairebé una dècada abans d'incorporar-se a Beats Music el 2014; quan Jimmy Lovine de Beats va contractar personalment a Saint John basant-se en la seva experiència en màrqueting musical, Saint John es va traslladar de Nova York a Los Angeles per dirigir el màrqueting de la companyia.
Beats va ser comprada poc després per Apple i Saint John es va convertir en la cap de màrqueting de consum global d'iTunes i Apple Music, treballant a les seus d'Apple de Los Angeles i de Cupertino. La presentació que va fer Bozoma Saint John del redissenyat Apple Music, durant la  Conferència Mundial de Desenvolupadors d'Apple del 2016 va ser qualificat, per tota la premsa, com el moment més àlgid de la seva carrera, destacant la personalitat i passió que hi va posar i com va saber captivar tant el públic presencial com l'online. Biz Carson de Business Insider va dir que el seu fitxatge va ser indispensable per la reconstrucció completa del programari d'Apple Music. Per exemple, a la mateixa presentació va intentar que el públic cantés alhora les lletres que surtien a la pantalla, una característica de l'aplicació que havia estat redissenyada per ella mateixa. El blog Buzzfeed va escriure que era la persona més divertida que mai havia vist pujar a l'escenari en una conferència principal d'Apple.
Moltes revistes reconeixen la feina de Saint John a les llistes de rànkings, incloent la llista que publica la revista Billboard de les dones més importants en la música, la de les 100 persones més creatives de Fast Company, i la de personalitats més interessants de la publicitat de Adweek.
El 6 de juny de 2017, Saint John es va convertir en directora de marca d'Uber. Se li va donar la tasca de convertir Uber en una marca que la gent valorés tant com Apple.
El juny de 2018, Saint John va deixar Uber per unir-se a Endeavour com a directora de màrqueting. Va explicar les seves raons amb les següents paraules:
| «                                | "Quan vaig arribar a Uber vaig ser honesta en el meu desig d'anar a canviar essencialment el que pensava que era un entorn difícil, especialment per a les dones i per a les persones de color ... Vaig descobrir que hi havia molta gent que tenia ganes de fer-ho millor, sincerament, però no podia sortir del seu propi camí ... En algun moment es va convertir en massa aclaparador per a mi ... Es va convertir en una bona lliçó per a tots nosaltres: no cal ser el salvador, també podeu salvar-vos a vosaltres mateixos ". | » |
| — Bozoma Saint John, variety.com | |   |

Al maig del 2020, Saint John va llançar un podcast, iHeart Media, juntament de la premiada periodista Katie Couric, Back to Biz with Katie and Boz, que explora la manera com els líders de pensament, els CEO i els innovadors responen als canvis socials que s'han introduït per la pandèmia del coronavirus.

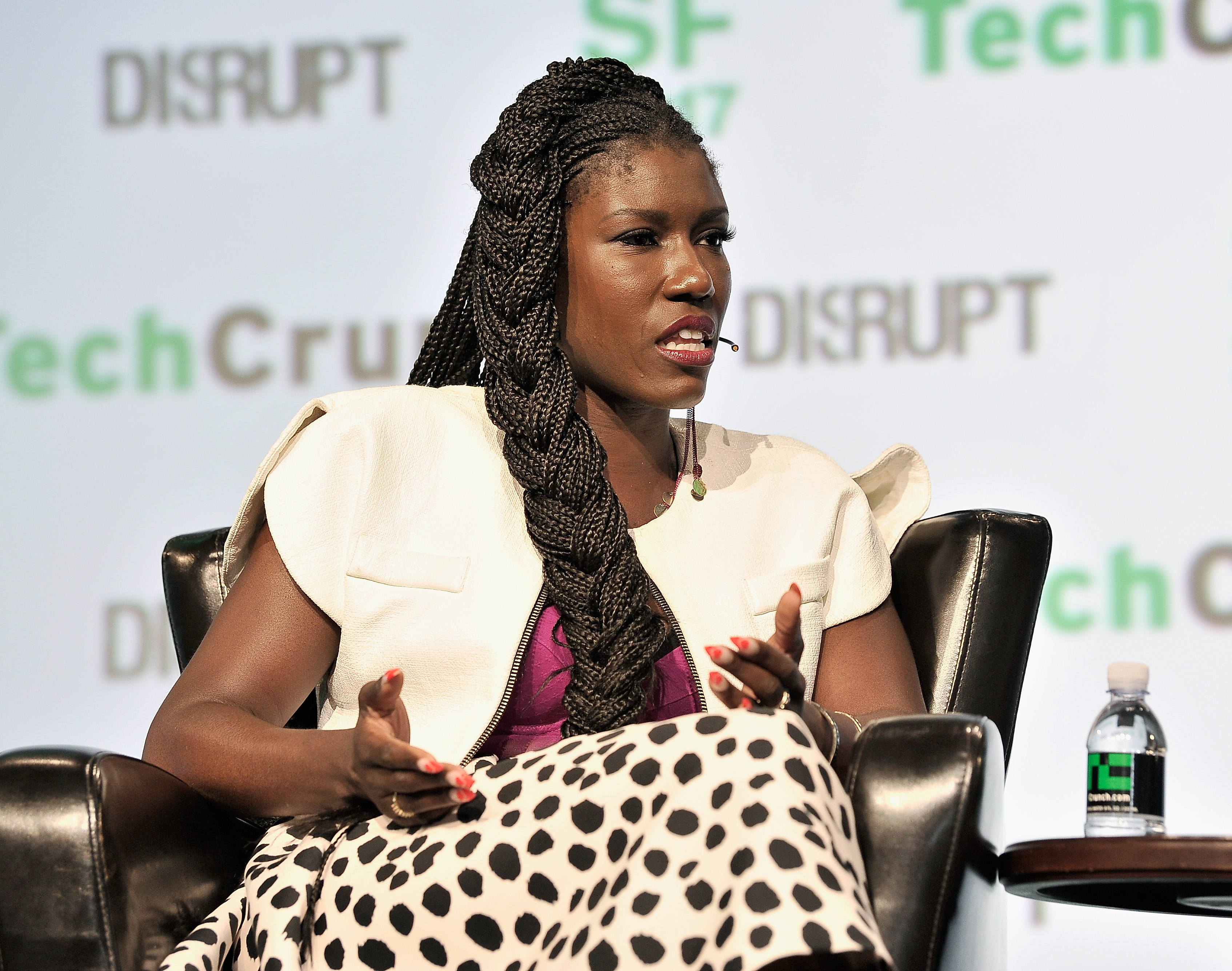
Bozoma durant una conferència

Més recentment, Saint John va llançar la iniciativa d'Instagram #ShareTheMicNow; amb Luvvie Ajayi Jones, Glennon Doyle i Stacey Bendet. El 10 de juny de 2020, 52 dones racialitzades van fer-se càrrec dels feeds d'Instagram de 52 dones de pell blanca que tenien un nivell alt de seguidors a les xarxes, augmentant així la visibilitat de les dones de raça negra a la xarxa. La campanya va tenir un èxit increïble i va recollir 17.000 milions de reaccions.
Els esforços humanitaris de Saint John inclouen ser ambaixadora mundial per Ghana a Pencils of Promise, i formar part dels consells de Girls Who Code i Vital Voices.
Netflix va nomenar Bozoma Saint John com a nova CMO el 30 de juny de 2020. La plataforma ha incorporat Saint John com a cap de màrqueting, convertint-la en la tercera CMO de contingut en temps real entre el 2019-2020. Saint John s'uneix a Netflix procedent d'Endeavour, on exercia de CMO des del 2018. Substitueix a Jackie Lee-Joe, que deixa la companyia per motius personals. Saint John va començar el nou càrrec a l'agost del 2020.

## Vida personal
Saint John va estar casada amb Peter Saint John fins a la seva mort el 2013. Tenen una filla, Lael Saint John. Malgrat tot el seu èxit professional, Saint John considera que el seu major èxit va ser la maternitat. Després de la mort del seu marit, Bozoma va engegar una campanya per recaptar fons per a la investigació del càncer, i ha estat reconeguda per la Fundació TJ Martell per la seva devoció a la causa.

## Reconeixements
- 2015: Billboard, Llista de les 50 dones amb més poder dins la Indústria musical[26]
- 2016: Billboard, Executiva de l'any[27]
- 2016: Revista Fortune, Innovators & Stars 40 Under 40[25]
- 2017: Henry Crown Fellow a l'Institut Aspen[25]
- Fast Company, 100 persones més creatives[25]
- Ad Age, 50 persones més creatives, innovadores i estrelles de 40 a 40 anys.[25]
- Ebony, Llista dels 100 executius més poderosos[25]
- Universitat de Wesleyan: Consell consultiu del president